# Державна залізниця Великого Герцогства Баден
Велике герцогство Баденське було незалежною державою на території сучасної південно-західної Німеччини до створення Німецької імперії в 1871 році. 
Воно мало власну державну залізничну компанію, Державні залізниці Великого Герцогства Баден (нім. Großherzoglich Badische Staatseisenbahnen), яка була заснована в 1840 році. 
У той час, коли вона була інтегрована в Deutsche Reichsbahn в 1920 році, його мережа мала загальну довжину близько 2000 км.

## Історія

### Заснування

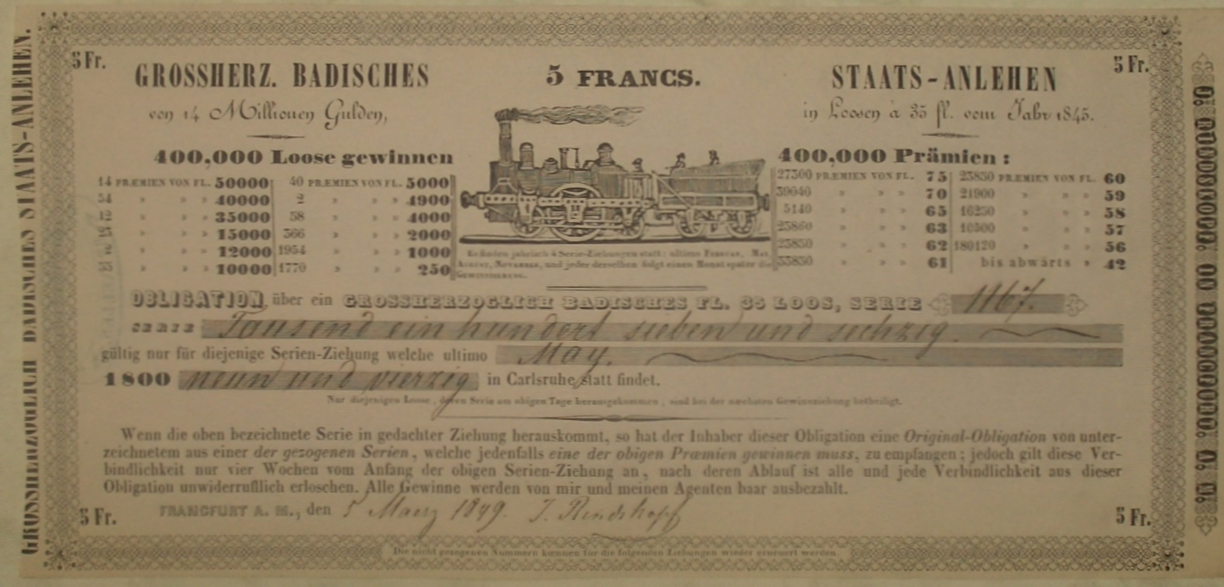
Баденська преміальна облігація 1845/49 років, випущена для фінансування будівництва залізниці.

Баден був другою німецькою державою після герцогства Брауншвайг, яка будувала та експлуатувала залізниці за державний кошт. 
У 1833 році пропозицію про будівництво залізниці від Мангайма до Базеля вперше висунув мангаймський бізнесмен Людвіг Ньюгауз, але спочатку не отримав підтримки з боку уряду землі Баден. 
Інші пропозиції також, наприклад, Фрідріха Ліста, спочатку були невдалими. 
Лише після заснування залізничної компанії в сусідній французькій провінції Ельзас для будівництва лінії від Базеля до Страсбурга в 1837 році почалося проектування залізниць в Бадені, щоб уникнути втрати торговельних маршрутів до Ельзасу. 
На позачерговому засіданні парламенту герцогства 29 березня 1838 року парламент Бадену ухвалив три закони про будівництво першої колії між Мангаймом і швейцарським кордоном у Базелі, а також магістральної лінії до Баден-Бадена та гілки до Страсбурга. 
Будівництво залізниці мало фінансуватися державою, за що особливо виступав Карл Фрідріх Небеніус. 
У вересні 1838 року роботи розпочалися.
За будівництво залізниці відповідало Міністерство внутрішніх справ, створивши для цього власний орган «Відділ будівництва залізниць». 
Пізніше управління будівництва залізниць увійшли до складу «Управління водно-шляхового будівництва». 
Відповідальність за функціонування залізниці, було покладено на Міністерство закордонних справ, оскільки воно взяло на себе управління Поштовим відділом, який відтоді став «Відділом пошти та залізниці». 
Лише після злиття Баденської пошти з Reichspost в 1872 році в Бадені з’явилася окрема залізнична адміністрація: Державні залізниці Великого Герцогства Баден.

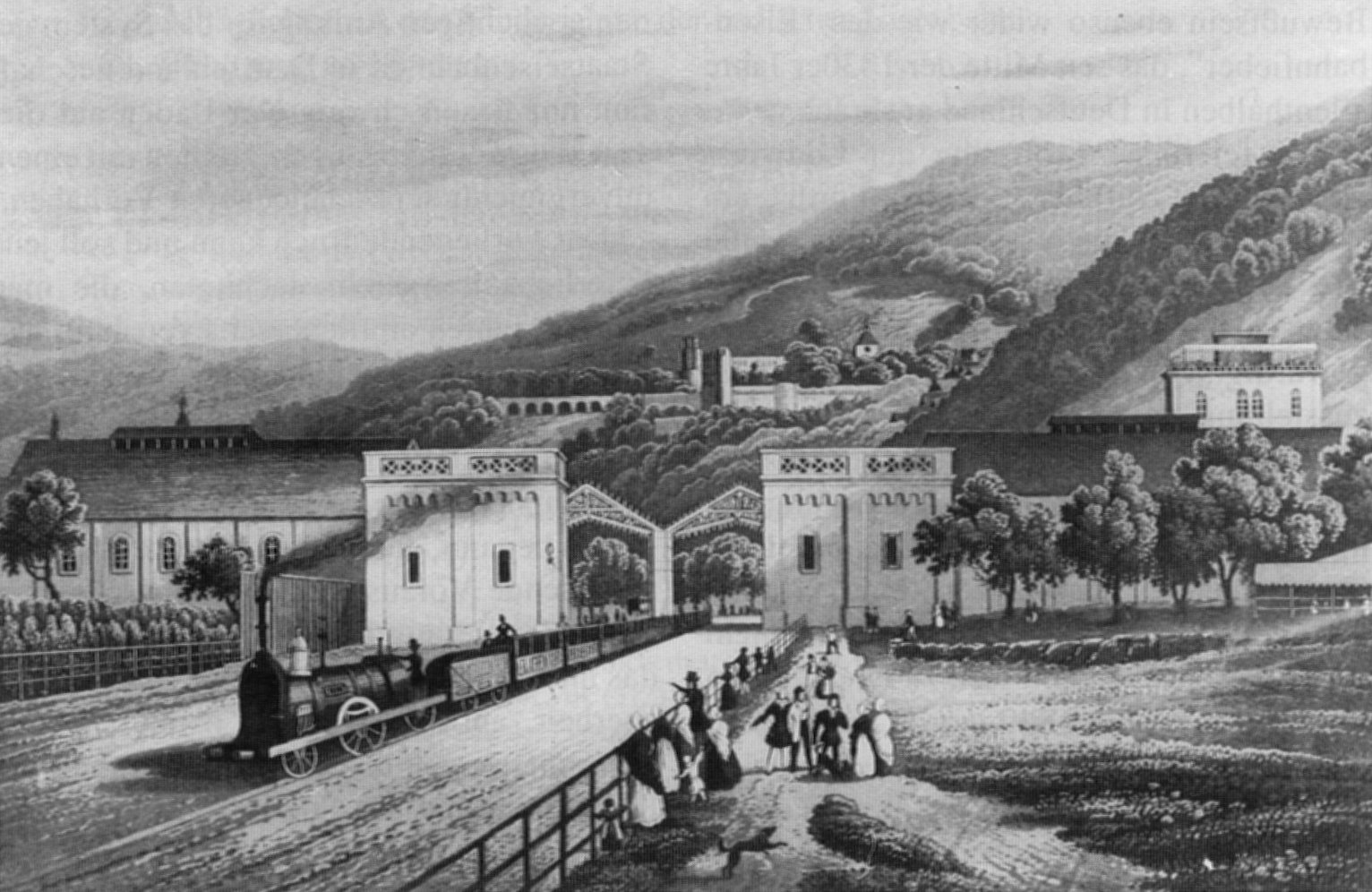
Відправлення поїзда зі станції Гейдельберг, 1840 рік.

### Розвиток основних ліній
Перший маршрут під назвою «Баденська магістраль» побудовано чергами в 1840-63 рр. 
Перша, 18,5 км, дільниця між Мангаймом і Гайдельбергом введена в експлуатацію 12 вересня 1840 року. 
Відкриття інших дільниць: до Карлсруе — 1843 р., Оффенбург — 1844 р., Фрайбург — 1845 р., Шлінген — 1847 р., Ефрінген-Кірхен — 1848 р. та Галтінген — 1851 р.. 
Відгалуження до Келя та Баден-Бадена відкриті ще в 1844 та 1845 роках відповідно. 
Продовження магістралі через територію Базеля вимагало переговорів зі Швейцарською Конфедерацією, під час яких розбіжності в думках щодо найкращого місця для з’єднання Баденської лінії зі швейцарською мережею – Базель чи Вальдсгут – призвели до затримок.

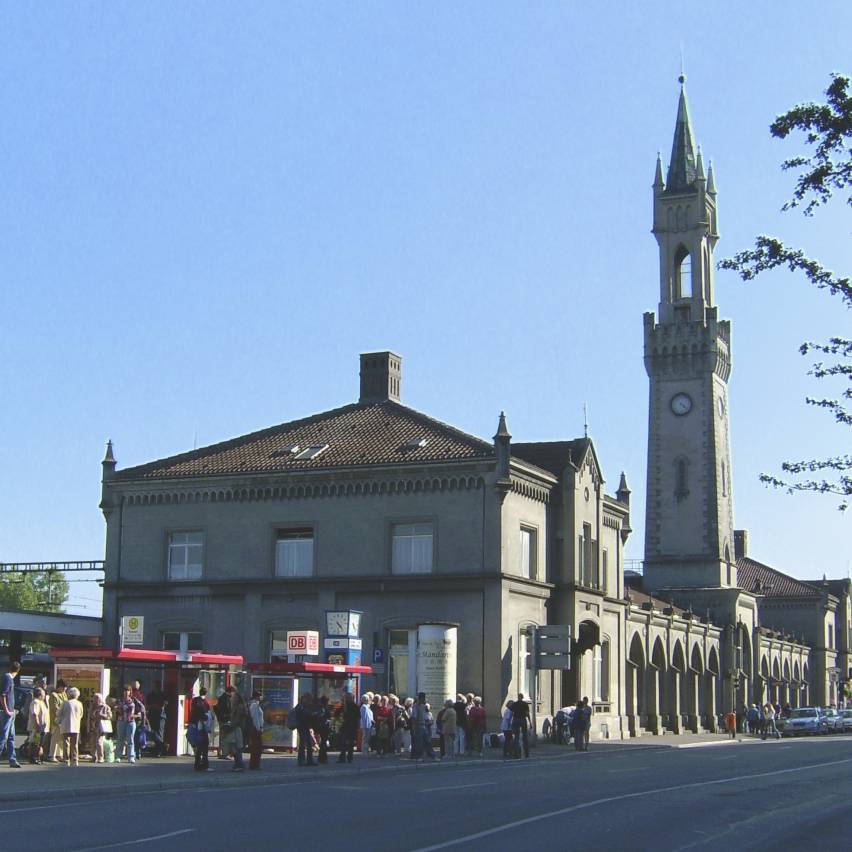
На станції Констанц і сьогодні є тонка годинникова вежа, типова для колишніх станцій Бадена.

У державному договорі від 27 липня 1852 року було досягнуто домовленості, яка уможливила будівництво та експлуатацію лінії на суверенній території Швейцарії державними залізницями Бадена.
Баденські залізничні лінії спочатку мали ширину колії 1600 мм. 
Після того, як виявилося, що всі сусідні держави обрали ширину колії 1435 мм (стандартна колія), державні залізниці Бадену перебудували всі чинні маршрути та рухомий склад на стандартну колію лише за один рік — 1854/55 рр.
Залізниця досягла Базеля в 1855 році, Вальдсгута в 1856 році і Констанца в 1863 році. 
На цьому магістраль Бадена довжиною 414,3 км була завершена. 
Після того, як головна магістраль Бадена встановила важливу вісь північ-південь, а також сполучення з регіоном Боденського озера, решта планів розширення мережі зосередилася на сполученні з Пфорцгаймом за маршрутом Карлсруе — Пфорцгайм — Мюлаккер (відкрито в 1859–63 рр.), що сполучає Оденвальд і Тауберфранкенс із залізницею Баден-Оденвальд (Гайдельберг – Мосбах – Вюрцбург, відкрита в 1862–66) і створення прямого сполучення з Карлсруе до Констанца, без відгалуження через Базель — Шварцвальдбан (відкрито в 1866–73 рр.).

### Сполучення з сусідніми державами
Ще під час будівництва Баденської магістралі вже розроблялися плани сполучення зі швейцарською залізничною мережею. Це відбулось, коли міст у Вальдсгуті через річку Рейн, спроектований Робертом Гервігом було відкрито 18 серпня 1859 року. 
Інші сполучення були здійснені в 1863 році в Шаффгаузені, в 1871 році в Констанці та в 1875 році в Зінгені. 
Базельська сполучна лінія, яка з’єднала станцію Баден на схід від Рейну з центральною станцією на захід від Рейну, відкрита в 1873 році. 
Сьогодні це найважливіше залізничне сполучення між Німеччиною та Швейцарією.
Сполучення на північ у напрямку Вайнгайм — Дармштадт — Франкфурт відкрито 1846 року залізницею Майн — Неккар, в будівництві якої брало участь Велике Герцогство Баден. 
У 1879 році відкрито Рідбан, хоча Баден не володів жодною її дистанцією.
З 1861 року після завершення будівництва мосту через Рейн між Келем і Страсбургом відкрито прямий шлях до Франції. 
Сполучення з Пфальцом відкрито в 1865 році за допомогою понтонного мосту від Карлсруе до Максау, а також сполучення між Мангаймом і Людвіґсгафеном в 1867 році. 
Сполучення з Баварією відбулося після відкриття Баден-Оденвальдської залізниці в 1866 році.
Переговори щодо маршруту до Вюртемберга були особливо важкими, оскільки обидві держави конкурували за рух між Німеччиною та Альпійськими перевалами. Тоді як Баден віддавав перевагу лінії через Пфорцгайм, Вюртемберг був зацікавлений у прямішому сполученні в Брухзалі. 
Нарешті було підписано державний договір 4 грудня 1850 року, згідно з яким Вюртембергу було надано право будувати пряму залізницю Штутгарт – Мюлаккер – Бреттен – Брухзаль (Вюртемберзька західна залізниця) навіть на території Бадену, тоді як Бадену було дозволено будувати та керувати залізницею Карлсруе — Мюлаккер, яка частково проходила у Вюртемберзі. Сполучення з Брухзалем було введено в експлуатацію в 1853 році.

### Подальше розширення

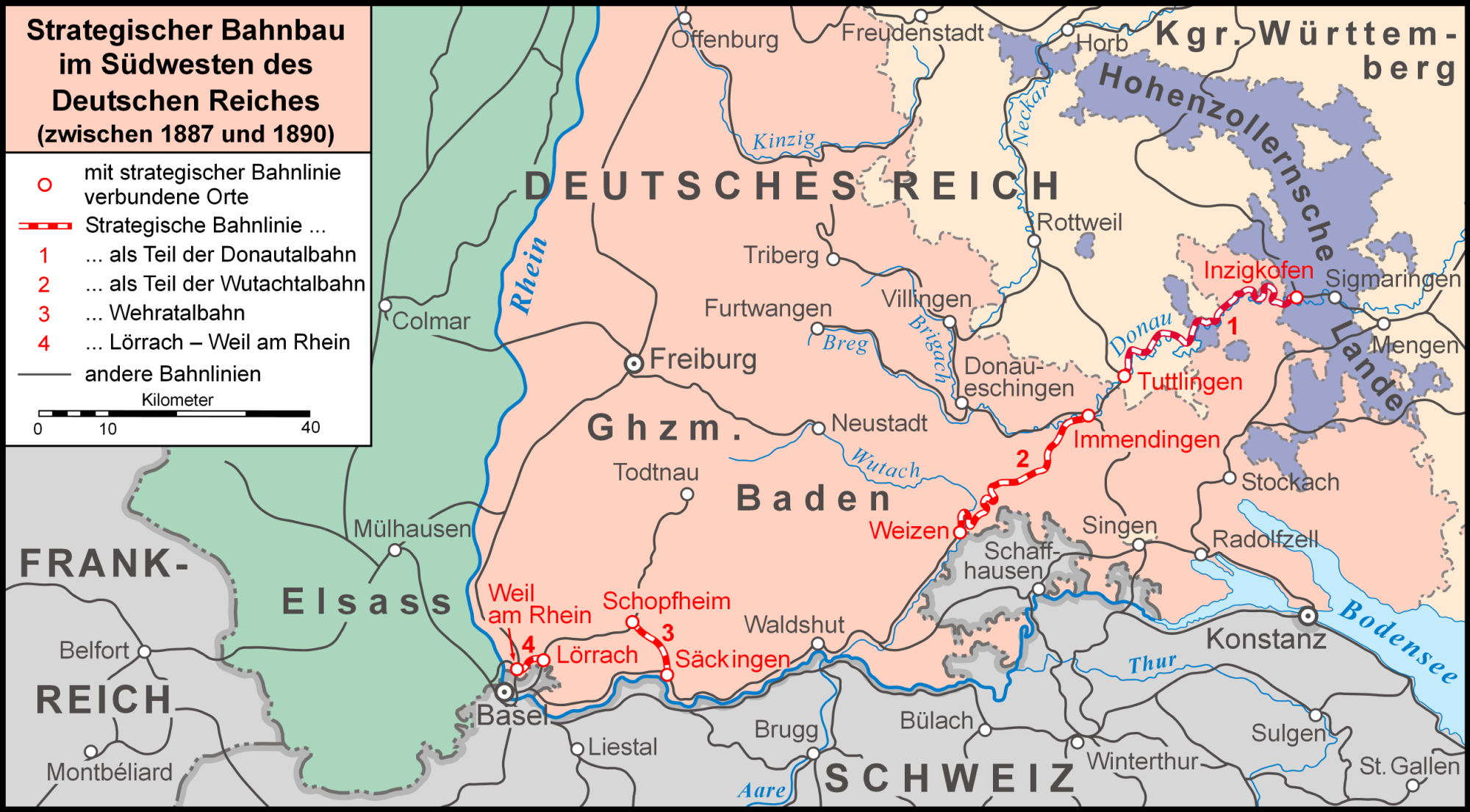
Будівництво стратегічної залізницы в південному Бадені та долині Дунаю в 1887-90 рр.

Подальше розширення залізничної мережі Бадена було або спрямоване на сполученні регіонів, або здійснювалося з військової точки зору. Варто згадати:
- Неккартальбан[en], Неккаргемюнд – Ебербах – Ягстфельд, відкрито в 1879 році
- Геллентальбан, Фрайбург-ім-Брайсгау – Нойштадт (Шварцвальд), відкрито в 1887 році.
- Стратегічні залізниці на Верхньому Рейні: Вайль-на-Рейні – Леррах, Вератальбан[en] і завершення Вутахтальбану[en] в 1887-90 рр.
- Стратегічний Райнбан Мангайм – Грабен-Нойдорф – Карлсруе – Раштат – Решвуг (Ельзас), відкрито в 1895 році.

У 1895 році залізнична мережа Бадена була більш-менш завершена, за винятком кількох невеликих дільниць. 
У 1900 році вона мала довжину колії 1996 км, з яких 1521 км належали державним залізницям. 
У наступні роки основна робота була спрямована на розширення станцій, які утворювали залізничні вузли. Найважливішими перетвореннями були:
- Нова сортувальна станція в Карлсруе, 1895 рік
- Нова станція в Раштаті, 1895 рік
- Нова вантажна колія у Фрайбурзі-ім-Брайсгау, 1905 рік
- Нова товарна станція в Базелі, 1905 рік
- Нова вантажна колія у Брухзалі, 1906 рік
- Нова сортувальна станція в Мангаймі, 1906–07 рр
- Нова станція в Оффенбурзі з сортувальною станцією, 1911 рік
- Нова станція Баден у Базелі з новою прилеглою сортувальною станцією на півночі у Вайль-на-Рейні, 1913 рік
- Нова станцію в Карлсруе, 1913 рік
- Нова сортувальна станція та товарна станція в Гайдельберзі, 1914 рік

Новозбудований центральний вокзал Гайдельберга не вдалося добудувати через початок Першої світової війни. 
Його завершення довелося відкласти до 1955 року.

### Приватні залізниці під державним управлінням
Кілька маршрутів у Бадені були побудовані приватними концернами, але експлуатувалися державними залізницями, і, у більшості випадків, згодом перейшли до неї. 
Це були не лише залізниці суто місцевого значення, як залізниця Візентальбан (Базель – Шопфгайм – Целль-ім-Візенталь), відкрита в 1862 році, а й магістральні залізниці. 
На додаток до спроб міст, які ще не мали залізничного сполучення та бажали кращого доступу до залізничної мережі, великі міста герцогства також брали участь у будівництві залізниць, за для сполучення своїх передмість та зміцнення своєї транспортної позиції. 
Наприклад, місто Мангайм побудував пряму залізницю до Карлсруе без необхідності транзиту через Гайдельберг, щоб вийти з тіні, в яку вони потрапили, коли Магістральна залізниця Бадену була сполучена у Фрідріхсфельді та Гайдельберзі із залізницею Майн — Неккар, що прямує на північ. 
У відповідь місто Гайдельберг наполягало на будівництві маршруту Гайдельберг– Шветцінген – Шпаєр, щоб забезпечити своє значення як транспортного вузла.
Найважливішими з приватно побудованих ліній, які експлуатувалися Державними залізницями, були:
- Максаубан[en] в Карлсруе, побудована містом Карлсруе, відкрита в 1862 році, була першою сполучною ланкою між залізницями Бадена та Пфальцу. У 1906 році було націоналізовано.
- Райнбан Мангайм – Шветцинген – Грабен-Нойдорф – Еггенштайн – Карлсруе, побудовано містом Мангайм, відкрито в 1870 році та прийнята Баденською державною залізницею в день відкриття.
- Крайхгаубан Карлсруе – Бреттен – Еппінген з її продовженням до Гайльбронна, побудовано містом Карлсруе, відкрито в 1879 році та прийнято Баденською державною залізницею в день відкриття.

### Злиття з Reichsbahn

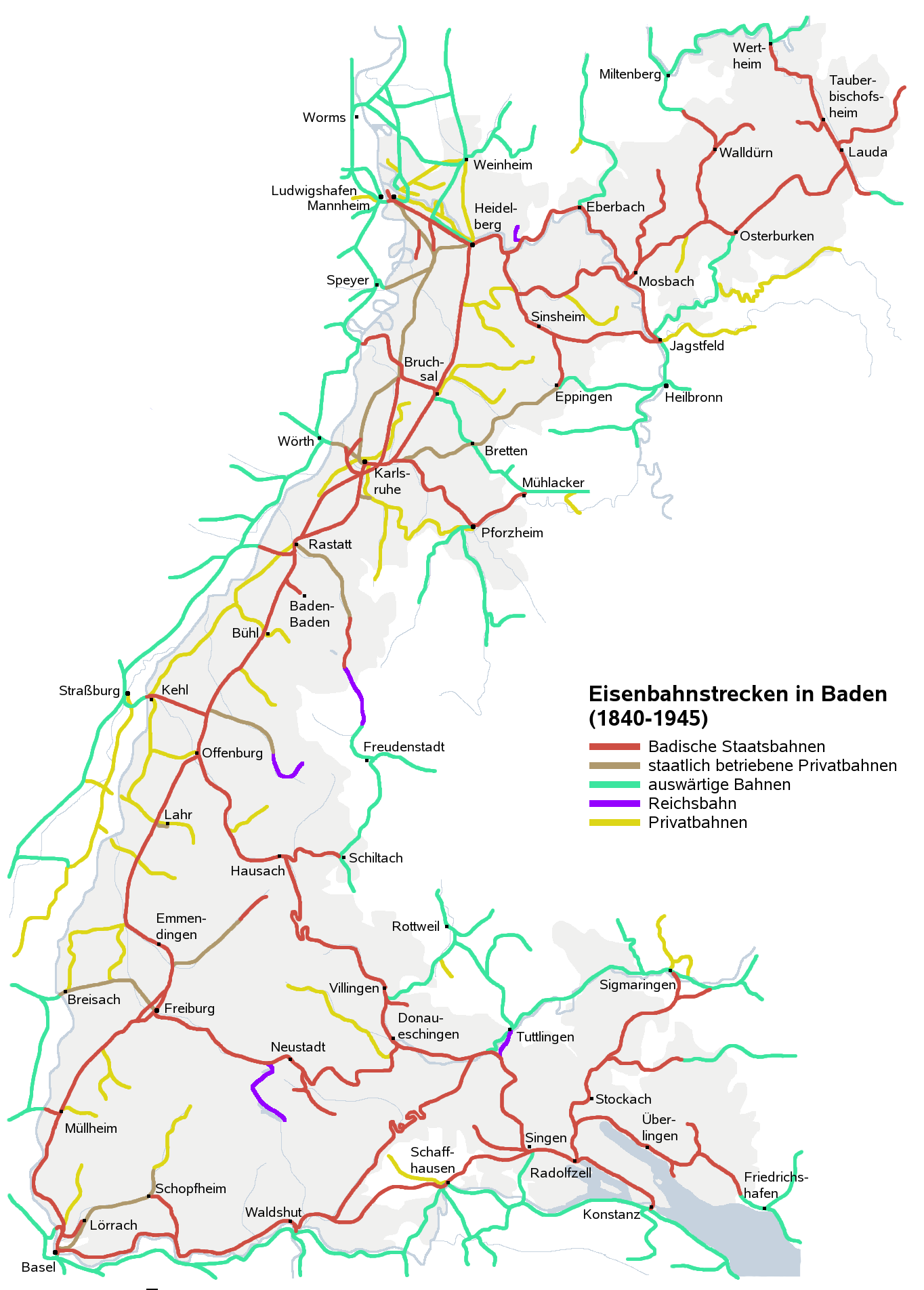
План залізничних ліній, побудованих до 1945 року в Бадені

Після утворення Deutsche Reichsbahn 1 квітня 1920 року Баденські державні залізниці увійшли до його складу. 
Головний офіс у Карлсруе став підрозділом Карлсруе-Райхсбан. 
Заснування Reichsbahn означало, що список бажаних маршрутів у Бадені було скасовано, і було побудовано лише чотири нові лінії:
- Розширення Ренхтальбану[en] до Бад-Петерсталя в 1926 році та Бад-Грісбаха в 1933 році
- Драйзебан[en] Тітізе – Зебрюгг в 1926 році
- Розрив Мургтальбану в 1928 році
- Залізниця Неккарштайнах – Шенау (Оденвальд) в 1928 році

Було розпочато будівництво залізничного сполучення від Бреттена до Кюрнбаха (із запланованим сполученням до Забергеубана в Леонбронні), але лінія так і не була завершена.

### Електрифікація
Баденська державна залізниця розпочала експлуатацію електрифікованої залізниці 13 вересня 1913 року з відкриттям 15 кВ змінного струму, 16 2/3 Гц на Візетальбані, Базель – Целль-ім-Візенталь та її відгалуження Шопфгайм – Бад-Зеккінген. 
Окрім експериментального локомотива класу A¹, було закуплено одинадцять електровозів класу A² та A³ ( DRG клас E 61 ).
Усі вони мали бічні тяги, що рухали три осі. 
Електрифікація Візетальбану проводилася в основному для випробування електричної тяги; воно не мало великого значення з точки зору руху. 
Після Першої світової війни подальше розширення електричних послуг не проводилося через економічну кризу, і лише в 1952 році електрифікація залізничної мережі Бадена була розпочата.

## Мережа
Залізниці в мережі Баденської державної залізниці були відкриті наступним чином:
| Секція                                                                             | Складова маршруту:           | Відкриття         |
| ---------------------------------------------------------------------------------- | ---------------------------- | ----------------- |
| Мангайм – Гайдельберг                                                              | Райнтальбан                  | 12 вересня 1840   |
| Гайдельберг — Карлсруе                                                             | Райнтальбан                  | 10 квітня 1843    |
| Карлсруе — Еттлінген — Раштат                                                      | Райнтальбан                  | 1 травня 1844     |
| Раштат — Баден-Ос                                                                  | Райнтальбан                  | 6 травня 1844     |
| Баден-Ос — Оффенбург                                                               | Райнтальбан                  | 1 червня 1844     |
| Аппенваєр — Кель                                                                   | Аппенваєр — Страсбург        | 1 червня 1844     |
| Баден-Ос — Баден-Баден                                                             | –                            | 27 липня 1845     |
| Оффенбург — Фрайбург-ім-Брайсгау                                                   | Райнтальбан                  | 1 серпня 1845     |
| Фрайбург-ім-Брайсгау — Мюлльгайм                                                   | Райнтальбан                  | 1 червня 1847     |
| Мюлльгайм — Шлінген                                                                | Райнтальбан                  | 15 червня 1847    |
| Шлінген — Ефрінген-Кірхен                                                          | Райнтальбан                  | 8 листопада 1848  |
| Ефрінген-Кірхен — Гальтінген                                                       | Райнтальбан                  | 22 січня 1851     |
| Портова колія Мангайм                                                              | –                            | 9 листопада 1854  |
| Гальтінген — Базель-Бадішер                                                        | Райнтальбан                  | 20 листопада 1855 |
| Базель-Бадішер — Бад-Зеккінген                                                     | Високорейнська залізниця     | 4 лютого 1856     |
| Бад-Зеккінген — Вальдсгут-Тінген                                                   | Високорейнська залізниця     | 30 жовтня 1856    |
| Дурлах — Вільфердінген-Зінген                                                      | Карлсруе — Мюлаккер          | 10 серпня 1859    |
| Вальдсгут-Тінген — Кобленц ¹                                                       | Тургі — Вальдсгут            | 18 серпня 1859    |
| Кель — Страсбург ¹                                                                 | Аппенваєр — Страсбург        | 11 травня 1861    |
| Вільфердінген-Зинген — Пфорцгайм                                                   | Карлсруе — Мюлаккер          | 4 липня 1861      |
| Гейдельберг — Меккесгайм — Мосбах                                                  | Оденвальдбан                 | 23 жовтня 1862    |
| Пфорцгайм — Мюлаккер                                                               | Карлсруе — Мюлаккер          | 1 червня 1863     |
| Вальдсгут-Тінген — Шаффгаузен — Зінген — Констанц                                  | Високорейнська залізниця     | 13 червня 1863    |
| Оффенбург — Гаузах                                                                 | Шварцвальдбан (Баден)        | 2 липня 1866      |
| Мосбах — Остербуркен — Лауда — Гайдінгсфельд                                       | Оденвальдбан                 | 25 серпня 1866    |
| Зінген — Енген                                                                     | Шварцвальдбан                | 6 вересня 1866    |
| Радольфцелль — Штокках                                                             | Радольфцелль — Менген        | 20 липня 1867     |
| Мангайм — Людвігсгафен-на-Рейні ¹                                                  | Мангайм — Людвігсгафен       | 10 серпня 1867    |
| Лауда — Гохгаузен                                                                  | Таубертальбан                | 10 жовтня 1867    |
| Енген — Донауешинген                                                               | Шварцвальдбан                | 15 липня 1868     |
| Меккесгайм — Бад-Раппенау                                                          | Ельзенцтальбан               | 25 липня 1868     |
| Гохгаузен — Вертгайм                                                               | Таубертальбан                | 15 жовтня 1868    |
| Бад-Раппенау — Бад-Фрідріхсгалль                                                   | Елленцтальбан                | 5 серпня 1869     |
| Донауешинген — Філлінген                                                           | Шварцвальдбан                | 16 серпня 1869    |
| Лауда-Кенігсгофен — Бад-Мергентгайм                                                | Таубертальбан                | 23 жовтня 1869    |
| Штокках — Месскірх                                                                 | Радольфцелль — Менген        | 3 лютого 1870     |
| Вайль-на-Рейні — Сен-Луї ¹                                                         | –                            | 11 лютого 1872    |
| Швакенройт — Пфуллендорф                                                           | Альтсгаузен — Швакенройте    | 11 серпня 1873    |
| Месскірх — Менген                                                                  | Радольфцелль — Менген        | 6 вересня 1873    |
| Краухенвіс — Зігмарінген                                                           | Зігмарінген — Краухенвіс     | 6 вересня 1873    |
| Гаузах — Філлінген-Швеннінген                                                      | Шварцвальдбан                | 1 листопада 1873  |
| Брухзаль — Грабен-Нойдорф — Райнсгайм                                              | Брухзаль — Гермерсгайм       | 23 листопада 1874 |
| Лаухрінген — Штюлінген                                                             | Вутахтальбан                 | 22 квітня 1875    |
| Штюлінген — Вайцен                                                                 | Вутахтальбан                 | 15 жовтня 1876    |
| Рейнсгайм — Гермерсгайм ¹                                                          | Брухзаль — Гермерсгайм       | 15 травня 1877    |
| Мюльгайм — Ноєнбург-на-Рейні — Мюльгаузен ¹                                        | Мюльгайм — Мюлуз             | 6 лютого 1878     |
| Гаузах — Вольфах                                                                   | Кінцигтальбан                | 15 липня 1878     |
| Неккаргемюнд — Ебербах — Ягстфельд                                                 | Неккартальбан                | 24 травня 1879    |
| Мангайм-Фрідріхсфельд — Шветцинген                                                 | –                            | 1 червня 1880     |
| Вольфах — Шильтах                                                                  | Кінцигтальбан                | 4 листопада 1886  |
| Фрайбург-ім-Брайсгау — Тітізе-Нойштадт                                             | Геллентальбан                | 23 травня 1887    |
| Вайль-на-Рейні — Леррах                                                            | –                            | 20 травня 1890    |
| Шопфгайм — Бад-Зеккінген                                                           | Вератальбан                  | 20 травня 1890    |
| Вайцен — Іммендінген                                                               | Вутахтальбан                 | 20 травня 1890    |
| Зекках — Валльдюрн                                                                 | Зекках — Мілтенберг          | 1 грудня 1887     |
| Грабен-Нойдорф — Бланкенлох — Карлсруе– Дурмерсгайм — Раштат — Роппенайм (Ельзас)¹ | Рейнська залізниця           | 1 травня 1895     |
| Нова сортувальна станція Карлсруе                                                  | –                            | 1 травня 1895     |
| Сортувальна станція Карлсруе–Західний Карлсруе–Кнілінген                           | –                            | 1 травня 1895     |
| Радольфцелль — Юберлінген                                                          | Штаринген — Фрідріхсгафен    | 18 серпня 1895    |
| Валльдюрн — Аморбах ¹                                                              | Зекках — Мілтенберг          | 20 вересня 1899   |
| Штайнсфурт — Еппінген                                                              | –                            | 15 листопада 1900 |
| Вальдкірх — Ельцах                                                                 | Ельцтальбан                  | 20 серпня 1901    |
| Тітізе-Нойштадт — Донауешинген                                                     | Геллентальбан                | 20 серпня 1901    |
| Юберлінген — Фрідріхсгафен ¹                                                       | Штаринген — Фрідріхсгафен    | 1 жовтня 1901     |
| Оберульдинген — Унтерульдинген                                                     | –                            | 2 жовтня 1901     |
| Марбах — Бад-Дюрргайм                                                              | –                            | 31 липня 1904     |
| Нова вантажна колія у Фрайбурзі-ім-Брайсгау                                        | –                            | 4 вересня 1905    |
| Мангайм — Райнау — Брюль                                                           | Райнау — Кеч                 | 1 жовтня 1905     |
| Мімменгаузен — Нойфрах — Фрікінген                                                 | –                            | 1 грудня 1905     |
| Нова товарна станція Базель                                                        | –                            | 15 грудня 1905    |
| Нова вантажна колія у Брухзалі                                                     | –                            | 29 січня 1906     |
| Нова сортувальна станція Мангайма, південна частина                                | –                            | 1 жовтня 1906     |
| Нова сортувальна станція Мангайма, північна частина                                | –                            | 1 травня 1907     |
| Каппель-Гутахбрюкке – Ленцкірх – Бондорф                                           | –                            | 24 вересня 1907   |
| Вайзенбах — Форбах                                                                 | Мургтальбан                  | 15 липня 1910     |
| Нова станція Оффенбург і товарна колія Віндшлаг — Оффенбург                        | –                            | 6 листопада 1911  |
| Валдюрн — Гардгайм                                                                 | Валдюрн — Гардгайм           | 23 листопада 1911 |
| Брюль — Кеч                                                                        | Райнау — Кеч                 | 1 липня 1912      |
| Нова станція Базель-Бадішер                                                        | –                            | 13 вересня 1913   |
| Нова станція Карлсруе-Головний                                                     | –                            | 23 жовтня 1913    |
| Зінген — Бойрен — Бюслінген                                                        | –                            | 21 листопада 1913 |
| Нова товарна станція Гайдельберг                                                   | –                            | 2 березня 1914    |
| Таубербішофсгайм – Кеніггайм                                                       | Таубербішофсгайм – Кеніггайм | 1 грудня 1914     |
| Форбах – Раумюнцах                                                                 | Мургтальбан                  | 4 червня 1915     |

На транскордонних лініях, позначених ¹, лише дистанція до кордону належала Баденській державній залізниці. Базельська колія була побудована Швейцарською центральною залізницею та співфінансована Державною залізницею Бадена. Державна залізниця відігравала особливу роль для єдиної вузькоколійної лінії Мосбах – Мудау, яка була відкрита 3 червня 1905 року. Фірма «Vering & Waechter» уклала контракт на будівництво та експлуатацію цієї лінії.
Приватні залізниці під державною орудою:
| Секція                                                       | Складова маршруту   | Відкриття         | Побудовано                          |
| ------------------------------------------------------------ | ------------------- | ----------------- | ----------------------------------- |
| Базель-Бадішер — Шопфгайм                                    | Візетальбан         | 7 червня 1862 р.  | Візентальська залізнична компанія   |
| Карлсруе — Максау                                            | Максаубан           | 5 серпня 1862     | Місто Карлсруе                      |
| Максау – Максиміліансау ¹                                    | Максаубан           | 8 травня 1865     | Місто Карлсруе                      |
| Дінглінген — Лар                                             | –                   | 15 листопада 1865 | Ларська залізнична компанія         |
| Раштат — Гернсбах                                            | Мургтальбан         | 1 липня 1869      | Компанія Мургтальбан                |
| Мангайм — Шветцінген — Грабен-Нойдорф– Еггенштайн — Карлсруе | Рейнська залізниця  | 4 серпня 1870     | Місто Мангайм                       |
| Фрайбург-ім-Брайсгау — Брайзах                               | –                   | 6 лютого 1871     | Місто Фрайбург, місто Брайзах       |
| Гейдельберг — Шветцінген                                     | Гайдельберг — Шпаєр | 17 липня 1873     | N.N.                                |
| Шветцінген — Шпаєр                                           | Гайдельберг — Шпаєр | 10 грудня 1873    | N.N.                                |
| Денцлінген — Вальдкірх                                       | Ельцтальбан         | 1 січня 1875      | Місто Вальдкірх                     |
| Шопфгайм — Целль-ім-Візенталь                                | Візетальбан         | 5 лютого 1876     | Залізнична компанія Шопфгайм-Целлер |
| Аппенваєр — Оппенау                                          | Ренчтальбан         | 1 липня 1876      | Компанія Ренчтальбан                |
| Брайзах — Кольмар ¹                                          | Фрайбург — Кольмар  | 5 січня 1878      | Місто Фрайбург, Брайзах, Баден      |
| Гретцинген — Бреттен — Еппінген                              | Крайхгаубан         | 15 жовтня 1879    | Місто Карлсруе                      |
| Еттлінген-Західний — Еттлінген-Ербпрінц                      | Альбтальбан         | 25 серпня 1885    | Місто Еттлінген                     |
| Еттлінген-Ербпрінц — Еттлінген-штадт                         | Альбтальбан         | 15 липня 1887     | Місто Еттлінген                     |
| Гернсбах — Вайзенбах                                         | Мургтальбан         | 1 травня 1894     | Компанія Мургтальбан                |

Окрім лінії Еттлінген-Західний — Еттлінген-штадт, яку 1 січня 1899 року перейняло B.L.E.A.G. , усі державні приватні лінії з часом перейшли у власність держави. 
На додаток до тих ліній, що були під орудою Баденської державної залізниці, після 1889 року існували також повністю приватні лінії, яких немає в списку.
До 1945 року Німецька залізниця завершила будівництво таких маршрутів у мережі залізниць Бадена:
| Секція                        | Складова маршруту     | Відкриття         |
| ----------------------------- | --------------------- | ----------------- |
| Оппенау — Бад-Петерсталь      | Ренхтальбан           | 28 листопада 1926 |
| Тітізе-Нойштадт — Зебругг     | Драйзебан             | 1 грудня 1926     |
| Раумюнцах — Клостеррайхенбах  | Мургтальбан           | 13 квітня 1928    |
| Неккарштайнах — Шенау         | Неккарштайнах – Шенау | 21 жовтня 1928    |
| Бад-Петерсталь — Бад-Грісбах  | Ренхтальбан           | 25 травня 1933    |
| Тутлінген — Гаттінген (Баден) | Тутлінген — Гаттінген | 15 травня 1934    |
| Фрайбург-ім-Брайсгау — Віре   | Геллентальбан         | 8 листопада 1934  |

Крім того, кілька маршрутів було побудовано іноземними державними залізницями, які проходили через територію Бадена. Дистанція від Бреттена до Брухзаля була передана в 1878 році у власність Баденських державних залізниць.
| Секція                                          | Складова маршруту               | Відкриття         | Оператор                                |
| ----------------------------------------------- | ------------------------------- | ----------------- | --------------------------------------- |
| Гайдельберг — Вайнгайм — Франкфурт              | Залізниця Майн — Неккар         | 1 серпня 1846     | Залізниця Майн — Неккар                 |
| Мюлаккер — Бреттен — Брухзаль                   | Вюртемберзька західна залізниця | 1 грудня 1853     | K.W.St.E.                               |
| Пфорцгайм — Бад-Вільдбад                        | Енцтальбан                      | 11 червня 1868    | K.W.St.E.                               |
| Ротвайль — Філлінген                            | –                               | 26 серпня 1869    | K.W.St.E.                               |
| Ягстфельд — Остербуркен                         | –                               | 27 вересня 1869   | K.W.St.E.                               |
| Тутлінген — Іммендінген                         | Плохінген — Іммендінген         | 26 July 1870      | K.W.St.E.                               |
| Констанц — Кройцлінген-Гафен — Романсгорн       | Озерна залізниця                | 1 липня 1871      | Швейцарська північно-східна залізниця   |
| Базель-Бадішер — Базель-Центральний             | Базельська сполучна залізниця   | 3 листопада 1873  | Швейцарська центральна залізниця        |
| Пфорцгайм — Кальв                               | Нагольдтальбан                  | 1 червня 1874     | K.W.St.E.                               |
| Зінген — Ецвілен — Вінтертур                    | –                               | 17 липня 1875     | Швейцарська національна залізниця       |
| Констанц – Кройцлінген – Ецвілен                | –                               | 17 липня 1875     | Швейцарська національна залізниця       |
| Пфуллендорф – Аулендорф                         | –                               | 14 серпня 1875    | K.W.St.E.                               |
| Мангайм – Неккарштадт – Бібліс                  | Мангайм — Франкфурт             | 15 жовтня 1879    | Гессенська залізниця Людвіга            |
| Мангайм-Вальдгоф — Кеферталь — Мангайм-Головний | Мангайм — Франкфурт             | 1 травня 1880     | Гессенська залізниця Людвіга            |
| Швайгерн — Еппінген                             | Крайхгаубан                     | 18 серпня 1880    | K.W.St.E.                               |
| Лор — Вертгайм                                  | Майнтальбан                     | 1 жовтня 1881     | K.Bay.Sts.B                             |
| Ербах — Ебербах                                 | Оденвальдбан                    | 27 травня 1882    | Гессенська залізниця Людвіга            |
| Фройденштадт — Шильтах                          | Кінцигтальбан                   | 4 листопада 1886  | K.W.St.E.                               |
| Тутлінген — Зігмарінген                         | Тутлінген — Інцигкофен          | 27 листопада 1890 | K.W.St.E.                               |
| Шрамберг — Шильтах                              | –                               | 9 листопада 1892  | K.W.St.E.                               |
| Вайнгайм — Фюрт                                 | Вешніцтальбан                   | 1895              | Пруссько-Гессенська залізнична компанія |
| Шаффгаузен — Єштеттен — Еглізау                 | –                               | 1 June 1897       | Швейцарська північно-східна залізниця   |
| Вайнгайм — Лампертгайм                          | Залізниця Вайнгайм — Вормс      | 1905              | Пруссько-Гессенська залізнична компанія |
| Мільтенберг — Вертгайм                          | Майнтальбан                     | 1 жовтня 1912     | K.Bay.Sts.B                             |

## Рухомий склад

Вагон побудований в 1878 році «Швейцарською промисловою компанією».

Перші два паровози для державних залізниць Бадена були побудовані англійськими локомотивними заводами Sharp, Stewart and Company і поставлені в 1839 році. 
Вони отримали назви Löwe і Greif (Лев і Гріффін). 
У міру розширення мережі залізниць розмір парку швидко зростав. 
Коли в 1854/55 рр. залізниці були перешиті з широкої колії на стандартну, у парку вже було 66 локомотивів, 65 тендерів і 1133 вагони. 
Наприкінці Першої світової війни парк транспортних засобів містив 915 локомотивів, 27 600 вантажних вагонів і 2 500 пасажирських вагонів, з яких 106 локомотивів, 7 307 вантажних вагонів і 400 пасажирських вагонів мали бути передані державам-переможницям як репарації згідно з Версальським договором.
Державні залізниці Бадена сприяли розвитку місцевої промисловості залізничного транспорту в Бадені, тому що вони вважали за краще купувати у місцевих фірм, таких як інженерні заводи Кесслера і Мартіенсена в Карлсруе, які пізніше стали Maschinenbau-Gesellschaft Karlsruhe («Інженерна компанія Карлсруе»). 
І два виробники пасажирських вагонів з’явилися в Бадені: Waggonfabrik Fuchs, заснованої в Гайдельберзі в 1862 році, і Waggonfabrik Rastatt в 1897 році. 
Деякі вагони також були придбані Swiss Industrial Company.